# آتش و یخ (فیلم ۱۹۸۳)
آتش و یخ (به انگلیسی: Fire and Ice) یک انیمیشن ماجراجویانه-خیال‌پردازانهٔ حماسی آمریکایی ساخت ۱۹۸۳ میلادی است. این فیلم حاصل همکاری کارگردان آن رالف بکشی با فرانک فرزتا بوده و توسط کمپانی فاکس قرن بیستم منتشر شده‌است. پویانمایی فیلم با تکنیک روتوسکپی انجام شده‌است. داستان فیلم توسط جری کانوی و روی توماس به رشته تحریر درآمده است، که پیشتر، داستان‌های کونان مارول کامیکس را نوشته‌بودند.
در سال ۲۰۰۳، جامعه آنلاین منتقدان فیلم، یخ و آتش را در جایگاه نود و نهمین انیمیشن بزرگ همهٔ دوران‌ها رده‌بندی کرد.

## داستان
در پناهگاهی یخ‌زده، ملکهٔ اهریمنی جولیانا و پسرش نکرون، با فرستادن امواج یخ‌رود، انسان‌ها را به سوی استوا عقب می‌رانند. آنگاه با تدبیر ملکه جولیانا، افراد نیمه‌انسان او به درون پناهگاه آتش‌فشانی پادشاه جارول راه یافته و دختر بیکینی‌پوشش شاهدخت تیگرا را می‌ربایند تا تیگرا را به همسری پسرش نکرون درآورد و پادشاهی‌اش بی‌جانشین نماند. ولی تیگرا در میانهٔ راه می‌گریزد و با جنگجوی جوانی آشنا می‌شود. باز نیمه‌انسان‌ها به دختر دست می‌یازند و این‌بار جنگجوی جوان که لرن نام دارد به همراهی مرد مرموزی برای نجات تیگرا و بازداشتن جولیانا از شرارت به پناهگاه یخی می رود و ادامهٔ ماجرا.